# كلوديا دي لا كروز
كلوديا دي لا كروز (ولدت 1980) ناشطة ومنظمة اجتماعية أمريكية ومرشحة اشتراكية لرئاسة الولايات المتحدة في الانتخابات الرئاسية الأمريكية 2024.

## النشأة والتعليم
ولدت دي لا كروز في الجنوب البرونكس لأبوين مهاجرين من جمهورية الدومينيكان. تخرجت من ثانوية ثيودور روزفلت (مدينة نيويورك) عام 1997. استلهمت معارضتها للإمبريالية أثناء زيارتها كوبا في سن 17.
حصلت على درجة البكالوريوس في علم النفس الجنائي من كلية جون جاي للعدالة الجنائية عام 2001. ثم حصلت على ماجستير في العمل الاجتماعي من جامعة كولومبيا وماجستير في اللاهوت من معهد الاتحاد اللاهوتي.

## المهنة والنشاط
في جامعة مدينة نيويورك، نسقت دي لا كروز مجموعة مراهقة لدراسة حركات المقاومة والتظاهر ضد حرب العراق عام 2003. في عام 2004، أسست مجموعة الفراشات الحضرية (DUB)، وهي مجموعة قيادية مقرها واشنطن هايتس للمراهقات والشابات من أصل دومينيكي وبورتوريكي. كرم اسم "الفراشات" الأخوات الدومينيكانيات الثلاث ميرابال اللاتي قُتلن في نوفمبر 1960 لمعارضتهن لدكتاتورية رافائيل تروخيو.
حضرت دي لا كروز وعملت لاحقًا كقسيسة لكنيسة سانتو روميرو دي لاس أميريكاس، وهي جماعة تابعة لكنيسة المشيخية المتحدة في مدينة نيويورك. رأت أن هذه الكنيسة مهمة لـ "تكوينها الاجتماعي والسياسي"؛ "أرادت القيام بتنظيم المجتمع من منظور قائم على الإيمان".
شغلت دي لا كروز منصب المديرة التنفيذية المشاركة لمنتدى الشعب، وهي منظمة ناشطة في مدينة نيويورك شاركت في تأسيسها. شاركت مع منتدى الشعب في العديد من الاحتجاجات المؤيدة للفلسطينيين، بما في ذلك حدث "إغلاق وول ستريت" خلال حرب إسرائيل–حماس 2023.

## الحملة الرئاسية لعام 2024

شعار الحملة الرئاسية لعام 2024 لحزب الاشتراكية والتحرير

أعلنت دي لا كروز عن حملتها الرئاسية في 7 سبتمبر 2023. وهي وزميلتها كارينا غارسيا مرشحتان رئاسيتان لحزب الاشتراكية والتحرير (PSL)، وهو حزب ماركسي لينيني، في الانتخابات الرئاسية الأمريكية لعام 2024. يتضمن برنامجهم السياسي الاشتراكي تعهدًا بدعم التعويضات للأمريكيين السود، وإنشاء نظام رعاية صحية أحادي الدافع، وإنهاء جميع المساعدات الأمريكية لإسرائيل، والتنازل عن جميع ديون قروض الطلاب، والاعتراف الكامل بـسيادة الأمريكيين الأصليين واحترام حقوق المعاهدات، وخفض الميزانية العسكرية الأمريكية بنسبة 90٪، والاستيلاء على أكبر 100 شركة، وتوسيع وسائل النقل العام، واستخدام الضرائب للقضاء على المليارديرات.
في 28 يناير 2024، عقدت كلوديا دي لا كروز وكارينا غارسيا أول حدث شخصي لحملتهما في نيوارك، نيو جيرسي. في 29 فبراير 2024، شاركت دي لا كروز في مناظرة المرشحين الرئاسيين التي استضافتها مؤسسة الانتخابات الحرة والمتساوية مع مرشحي الحزب الأخضر جيل شتاين وياسمين شيرمان ومرشحي الحزب الليبرتاري تشيس أوليفر ولارس مابستيد.
في مارس 2024، صوت حزب عمال ولاية كارولينا الجنوبية على وضع دي لا كروز وغارسيا على بطاقة الاقتراع بالولاية لمنصب الرئيس ونائب الرئيس.
في يونيو 2024، ألقت دي لا كروز خطابًا في احتجاج مؤيد لفلسطين أحاط بالبيت الأبيض.

## روابط خارجية
- الموقع الرسمي لحملة 2024 الرئاسية